# Пиндунска равнина
Пиндунската равнина (на китайски: 屏東平原; на пинин: Píngdōng Píngyuán) е равнина в южната част на Тайван.
Разположена по долното течение на река Гаопин, Пиндунската равнина достига до Тайванския проток на югозапад и до планинската верига Джунян на изток, а на северозапад преминава в Дзиенанската равнина. Изградена е главно от нейните наноси.
Най-големият град в равнината е Пиндун.